# Three Dollar Bill, Yall$
Three Dollar Bill, Yall$ è il primo album in studio del gruppo musicale statunitense Limp Bizkit, pubblicato il 1º luglio 1997 dalla Flip Records e dalla Interscope Records.
Nel 2023 la rivista Loudwire l'ha inserito al ventiduesimo posto nella sua lista dei 50 migliori album nu metal di sempre.

## Antefatti
All'inizio della loro carriera, i Limp Bizkit già persero temporaneamente il chitarrista Wes Borland, che non andava molto d'accordo col cantante e fondatore Fred Durst, entrati in contrasto dopo un'esibizione di apertura per i Korn al locale Dragonfly di Hollywood. Inizialmente il gruppo firmò per l'etichetta discografica Mojo, sussidiaria della MCA Records, ma mentre si recò in California per le prime registrazioni, il bus si ribaltò. I membri ne uscirono illesi ma senza possibilità di spostamento, così Durst assunse di nuovo Borland e cominciò a registrare brani sotto casa. Dopo una disputa con la Mojo, i Limp Bizkit firmarono per la Flip, sussidiaria della Interscope Records.
Reginald Arvizu, bassista dei Korn, convinse Ross Robinson ad ascoltare in backstage un demo degli emergenti Limp Bizkit, che conteneva le prime versioni dei brani Pollution, Counterfeit e Stuck. Dopo aver ascoltato il demo, convinto anche dalla compagna di allora, Robinson comprese le possibilità stilistiche del gruppo e decise di produrre il loro album d'esordio, permettendogli di rivisitare i brani del demo e di scriverne altri. Il gruppo cominciò così a lavorare alle registrazioni a Indigo Ranch. Durante le sessioni di registrazione, il gruppo registrò anche una prima versione del brano I'm Broke, che però fu considerato troppo lontano dalle sonorità del debutto, e poi fu rielaborato e inserito nella lista tracce del lavoro successivo, Significant Other.
Attenendosi alla loro politica di usare nomi che non potessero piacere a possibili futuri ascoltatori, il gruppo intitolò l'album di debutto traendo ispirazione dalla frase "assurdo come una banconota da tre dollari" e poi aggiungendo l'espressione tipicamente floridiana "Y'all", battezzando l'album col titolo Three Dollar Bill, Yall$.

## Descrizione
L'album fu prodotto da Ross Robinson, noto per aver lavorato con altri gruppi nu metal. Grazie ai vari concerti e ai risultati di vendite del successivo Significant Other, Three Dollar Bill, Yall$ fu premiato con due dischi di platino dalla RIAA, nel 2001.
L'album fu registrato in soli sei giorni (di cui tre per comporre nove tracce) e fu pubblicato il 1º luglio 1997. Il mixaggio fu effettuato al Soundtrack Studio da Andy Wallace e la masterizzazione da Howie Weinberg alla Masterdisk, a New York.
Il suo singolo di maggior successo fu una cover di Faith, che lanciò George Michael solista nel 1987. Altri singoli estratti furono Counterfeit e Sour.
L'intro dell'album (chiamata erroneamente Infest su alcune copie) era in origine lo stacco di apertura di Pollution, nella versione demo. La traccia fantasma Stereotype Me è il rifacimento del brano Blind da Mental Aquaducts. La finale Everything consiste in realtà in una lunga jam session.

## Accoglienza
Three Dollar Bill, Yall$ ricevette critiche prevalentemente positive. Stephen Thomas Erlewine di AllMusic lodò l'album, scrivendo "che il gruppo ci sapeva fare malgrado la mancanza di originalità. Hanno una potente sezione ritmica e agganci memorabili, particolarmente in linea con la scrittura dei testi". Nel libro The Essential Rock Discography, Martin Charles Strong diede all'album 7 su 10. Robert Christgau diede invece un giudizio negativo. Il chitarrista Wes Borland disse in un'intervista che George Michael, l'autore del brano Faith, detestò la cover dei Limp Bizkit e "questi ultimi per averla fatta". Malgrado numerose esibizioni dal vivo e la successiva entrata nel gruppo nei grossi giri musicali, l'album ricevette due dischi di platino dalla RIAA solo nel 2001, trainato dai grandi risultati di vendite dei due seguiti.

## Tracce
Testi di Fred Durst (eccetto dove indicato).
1. Intro – 0:48
2. Pollution – 3:52
3. Counterfeit – 5:08
4. Stuck – 5:24
5. Nobody Loves Me – 4:27
6. Sour – 3:32
7. Stalemate – 6:14
8. Clunk – 4:03
9. Faith – 3:52 (testo: George Michael) – originariamente interpretata da George Michael, contiene la traccia fantasma Stereotype Me
10. Stinkfinger – 3:03
11. Indigo Flow – 2:23
12. Leech (Demo Version) – 2:11
13. Everything – 16:26

## Formazione
Gruppo
- Fred Durst - voce
- Wes Borland - chitarra, cori
- Sam Rivers - basso, cori
- John Otto - batteria, percussioni
- DJ Lethal - giradischi, tastiere, campionatore

Altri musicisti
- Scott Borland - tastiere (in Intro, Pollution e Sour)